# Natació als Jocs Olímpics d'Estiu de 1928 - 400 metres lliures femenins
Els 400 metres lliures femenins va ser una de les onze proves de natació que es disputaren als Jocs Olímpics d'Amsterdam de 1928. La competició es disputà entre el 4 i el 6 d'agost de 1928. Hi van prendre part 20 nedadores procedents de 9 països.

## Medallistes
| Or                    | Plata             | Bronze                |
| Martha Norelius (USA) | Marie Braun (NED) | Josephine McKim (USA) |

## Rècords
Aquests eren els rècords del món i olímpic que hi havia abans de la celebració dels Jocs Olímpics de 1928.
| Rècord del Món | 5:49.6 | Martha Norelius | Nova York (USA) | 30 de juny de 1928   |
| Rècord Olímpic | 6:02.2 | Martha Norelius | París (FRA)     | 15 de juliol de 1924 |

En la primera sèrie Martha Norelius establí un nou rècord del món amb un temps de 5' 45.4". En la final millorà la marca amb un temps de 5' 42.8".

## Resultats

### Sèries
Es disputaren el 4 d'agost de 1928. Les dues nedadores més ràpides de cada sèrie i la millor tercera passaren a semifinals.
Sèrie 1
| Pos. | Nedadora                | Temps  | Qual. |
| ---- | ----------------------- | ------ | ----- |
| 1    | Martha Norelius (USA)   | 5:45.4 | QQ WR |
| 2    | Cissie Stewart (GBR)    | 6:12.3 | QQ    |
| 3    | Truus Baumeister (NED)  | 6:26.4 |       |
| 4    | Marguerite Ledoux (FRA) |        |       |
| 5    | Mary Bedford (RSA)      |        |       |
| 6    | Dora Schönemann (GER)   | 6:37.0 |       |

Sèrie 2
| Pos. | Nedadora                | Temps  | Qual. |
| ---- | ----------------------- | ------ | ----- |
| 1    | Ethel McGary (USA)      | 6:04.6 | QQ    |
| 2    | Iris Tanner (GBR)       | 6:11.0 | QQ    |
| 3    | Edna Davey (AUS)        | 6:12.0 |       |
| 4    | Charlotte Lehmann (GER) | 6:28.0 |       |
| 5    | Rhoda Rennie (RSA)      |        |       |
| 6    | Georgina Roty (FRA)     |        |       |

Sèrie 3
| Pos. | Nedadora              | Temps  | Qual. |
| ---- | --------------------- | ------ | ----- |
| 1    | Josephine McKim (USA) | 6:10.0 | QQ    |
| 2    | Kathleen Miller (NZL) | 6:16.8 | QQ    |
| 3    | Fritzi Löwy (AUT)     | 6:20.0 |       |
| 4    | Disa Lindberg (FIN)   |        |       |

Sèrie 4
| Pos. | Nedadora                   | Temps  | Qual. |
| ---- | -------------------------- | ------ | ----- |
| 1    | Marie Braun (NED)          | 5:53.8 | QQ    |
| 2    | Freddie van der Goes (RSA) | 6:03.6 | QQ    |
| 3    | Edith Mayne (GBR)          | 6:10.4 | qq    |
| 4    | Reni Erkens (GER)          |        |       |

### Semifinals
Es disputaren el 5 d'agost de 1928. Les tres nedadores més ràpides de cada semifinal passaren a la final.
Semifinal 1
| Pos. | Nedadora                   | Temps  | Qual. |
| ---- | -------------------------- | ------ | ----- |
| 1    | Martha Norelius (USA)      | 5:58.0 | QF    |
| 2    | Freddie van der Goes (RSA) | 6:01.6 | QF    |
| 3    | Cissie Stewart (GBR)       | 6:06.4 | QF    |
| 4    | Ethel McGary (USA)         |        |       |
| 5    | Kathleen Miller (NZL)      |        |       |

Semifinal 2
| Pos. | Nedadora              | Temps  | Qual. |
| ---- | --------------------- | ------ | ----- |
| 1    | Marie Braun (NED)     | 5:54.6 | QF    |
| 2    | Josephine McKim (USA) | 5:55.0 | QF    |
| 3    | Iris Tanner (GBR)     | 6:09.0 | QF    |
| 4    | Edith Mayne (GBR)     |        |       |

### Final
Es disputà el 6 d'agost de 1928.
| Pos. | Nedadora                   | Temps     |
| ---- | -------------------------- | --------- |
| 1    | Martha Norelius (USA)      | 5:42.8 WR |
| 2    | Marie Braun (NED)          | 5:57.8    |
| 3    | Josephine McKim (USA)      | 6:00.2    |
| 4    | Cissie Stewart (GBR)       | 6:07.0    |
| 5    | Freddie van der Goes (RSA) | 6:07.2    |
| 6    | Iris Tanner (GBR)          | 6:11.6    |